# Sunnyside-Tahoe City
Sunnyside-Tahoe City é uma Região censo-designada localizada no estado americano da Califórnia, no Condado de Placer.

## Demografia
Segundo o censo americano de 2000, a sua população era de 1761 habitantes.

## Geografia
De acordo com o United States Census Bureau tem uma área de 8,8 km², dos quais 8,8 km² cobertos por terra e 0,0 km² cobertos por água.

## Localidades na vizinhança
O diagrama seguinte representa as localidades num raio de 24 km ao redor de Sunnyside-Tahoe City.